# Огненный бог Марранов
«О́гненный бог Марра́нов» (1968) — сказочная повесть Александра Волкова, четвёртая книга цикла о Волшебной стране. Единственная из всего цикла книга, содержащая не три, а четыре части.
Продолжает рассказ о событиях, происходящих в Волшебной стране. Спустя годы после своей неудачи Урфин Джюс вновь пытается стать её правителем. Назвав себя «огненным богом», он захватывает её с помощью воинственного народа Марранов (Прыгунов). На помощь жителям страны приходят младшая сестра Элли, Энни, и её друг Тим О'Келли, которые изначально отправились сюда, чтобы просто навестить Чудесный Край и встретить существ из рассказов Элли.

## Публикация
Первая (сокращенная) публикация — в журнале «Наука и жизнь», 1968, № 9—12. Доступ к многомиллионной аудитории журнала вдохновил автора, в своем дневнике Волков записал: «Если каждый номер прочитает только трое и то читателей сказки будет десять миллионов. С трудом могу осознать огромность этой цифры. Что в сравнении с этим книжные тиражи…». Первая книжная публикация состоялась в 1971 году.

## Сюжет
Действие начинается перед самым финалом повести «Урфин Джюс и его деревянные солдаты». Урфина по решению суда отпускают из Изумрудного города восвояси после его свержения и разгрома его деревянной армии и напоследок дают совет постараться стать хорошим человеком. Перед судом Урфина навещает Чарли Блек и безрезультатно пытается его образумить. Уходя, он случайно роняет зажигалку, которую Урфин прячет у себя. Когда Урфин отходит от Изумрудного города на некоторое расстояние, то его догоняет медведь Топотун, и, к тому же, на руках у Урфина сидит его деревянный клоун Эот Линг. Поскольку они продолжают называть Урфина повелителем, у Урфина в душе начинает всё больше укореняться жажда отомстить тем, кто его сверг. Он добирается до Голубой страны, надеясь остаться незамеченным остальными людьми, но путь превращается для него в тяжёлую пытку: стараниями вороны Кагги-Карр жители, чьи дома расположены рядом с дорогой из жёлтого кирпича, выстраиваются вдоль обочины и молча провожают Урфина глазами. Это ещё сильнее разжигает в Урфине ненависть. Вернувшись в свой дом, он находит его запылённым и снова обживает, посвящая отныне всё своё время огороду.
Проходит семь лет. Все эти годы Урфин мечтает вновь получить какое-нибудь чудодейственное средство для захвата власти, и неожиданно его мечтам даётся шанс исполниться. Однажды он спасает гигантского орла Карфакса, раненного в схватке с другими орлами. Карфакс, оставшись у него на попечении до полной поправки, рассказывает свою историю. В их орлином племени существует строгий порядок выведения птенцов, дабы орлы не расплодились и не съели всех тех животных, на которых они охотятся, — если вымрет добыча, вымрут и сами орлы. Но вождь нарушил этот порядок и присвоил себе очередь Карфакса и его жены, поэтому Карфакс стал подготавливать заговор против подлого вождя. К несчастью, его со сторонниками предали, и вождь со своими сторонниками неожиданно напал на них, превосходя количеством. Жена Карфакса погибла, а сам Карфакс улетел из их долины, думая укрыться в глубине Волшебной страны. Так он и попал в небо над домом Урфина. Урфин понимает, что частично с помощью Карфакса он может снова стать правителем Края Чудес. Подумав, в какой части страны он с наибольшей лёгкостью захватит власть, он вспоминает о Прыгунах, или Марранах. Марраны давным-давно жили в Подземелье по соседству с подземными рудокопами, но были вынуждены переселиться на поверхность из-за нехватки пищи, а потом осели в горах к северу от Розовой страны. За долгое время странствий Марраны одичали и отстали в развитии до того, что разучились даже обращаться с огнём. Обманув честную и благородную птицу, Урфин просит орла отнести Эота Линга к Марранам на разведку и, когда Карфакс через несколько дней возвращает клоуна, тот рассказывает хозяину все их нравы и обычаи. Урфин составляет план, сжигает свой дом, дабы навсегда порвать со своим неудачливым прошлым, и улетает на Карфаксе к Марранам. За ним следуют Топотун и Эот Линг. «Подарив» Марранам огонь (в том числе используя потерянную Чарли Блеком зажигалку), Урфин становится во главе всего их народа. Он обучает их строительству домов и изготовлению блюд на огне, но эти блага оказываются доступны только князю и старейшинам. К тому же верхушка племени заставляет простолюдинов добывать для себя драгоценные камни. Соответственно, бедняки продолжают нищенствовать и всё больше погружаться под гнёт богачей. Когда напряжённость среди простого народа достигает предела, Урфин тщательно подготовленной речью перенаправляет классовую ненависть простолюдинов на других жителей Волшебной страны — за горами, за пределами страны Марранов. Он собирает армию в две тысячи солдат и ведёт их на завоевание соседних стран. Незадолго до начала похода честолюбивый захватчик лишается одного из своих союзников: Карфакс, узнав об истинных целях Урфина, с презрением отворачивается от него и улетает к себе домой, предрекая Урфину грядущее поражение. Но Урфин не верит ему и с усмешкой относится к предупреждению. Сначала он пленяет Железного Дровосека и захватывает Фиолетовую страну, а затем отправляется к Изумрудному городу.
Всё это время по-иному складывалась жизнь друзей девочки Элли. Страшила, расстроенный предчувствием, что он, Дровосек и Лев никогда больше её не увидят, дабы занять свой ум, затевает грандиозную стройку: он решает превратить Изумрудный город в Изумрудный остров и велит дуболомам вырыть вокруг него большой канал, который одновременно будет выполнять оборонительную и развлекательную роли. Но проходит время, создание канала заканчивается, и Страшила снова начинает скучать. Тут к нему прилетает предводитель Летучих Обезьян Уорра и сообщает, что правительница Розовой страны Стелла узнала о его недуге и прислала ему подарок — волшебный ящик с экраном. Если произнести нужное заклинание и попросить кого-то показать, то ящик его покажет (правда, его волшебство ограничивается только Волшебной страной). Уорра также сообщает, что Стелла послала ящик с ещё одной целью — Страшила должен следить за Урфином Джюсом. Постепенно Страшила теряет интерес к ящику, а вместе с этим перестаёт и следить за Урфином, потому что видит постоянно одну и ту же картину: Урфин уединённо живёт в своём отдалённом доме отшельником-огородником. И вот теперь к каналу, окружающему город, подходят Урфин и Марраны. Они строят мост через канал и с помощью метательных орудий перелетают через городскую стену. Несмотря на то, что в этот раз многие горожане собираются отбивать нападение, Изумрудный город под натиском сильных Марранов вновь переходит под власть Урфина.
Задолго до этих событий Элли возвращается с троюродным братом Фредом из своего третьего, последнего путешествия в Волшебную страну и находит дома сестрёнку — она родилась, когда Элли была в плену у подземных королей. Девочку назвали в честь матери, Анны, но зовут её уменьшительным именем Энни. Младшая сестра заставляет старшую немного позабыть о чудесах Волшебной страны, но растёт, слушая её рассказы о необыкновенных событиях и существах этого края. Лучшим другом Энни становится Тим О'Келли с соседней фермы, и они оба мечтают оказаться в Волшебной стране. Тим старше Энни на полтора года, но умоляет родителей пойти в школу позже на год, вместе с подругой. На семилетие Энни получает от сестры серебряный свисток, способный вызывать королеву мышей Рамину. Элли рассталась с ним без особого сожаления, считая, что в Канзасе невозможны чудеса, но Энни, к собственной радости, понимает, что свисток всё же работает, пусть мыши и не умеют говорить здесь. Сама Элли к этому времени заканчивает школу и поступает в педагогический колледж в соседнем городе. Отучившись первый класс, на летних каникулах Энни и Тим едут в гости к Фреду, уже выросшему и ставшему студентом. Они делятся с ним своими мечтами, и, когда они возвращаются домой, а каникулы постепенно подходят к концу, Фред присылает им двух механических мулов, которых он сделал сам. Мулы питаются от встроенных в них солнечных батарей, а в гриве у них спрятан движок, который позволяет регулировать их скорость. Энни и Тим сразу хотят взять с собой Артошку — внука уже постаревшего Тотошки — и отправиться в Волшебную страну навестить старых друзей Элли. Джон, отец девочек, сомневается в том, хорошая ли это идея — отпускать Энни и Тима вдвоём в такой далёкий путь, да ещё и перед началом нового учебного года, но за ребят заступается миссис Анна и, к тому же, приехавшая домой Элли. Она же даёт мулам имена Цезарь и Ганнибал и придумывает способ пройти через заслон Чёрных камней Гингемы в пустыне.
Преодолев в дороге все встречные трудности, в том числе и пустыню, Энни и Тим переходят через горы и натыкаются на широкую расщелину, которую даже их мулы не в состоянии перепрыгнуть. Их выручает орёл Карфакс, случайно пролетавший над ними. Улетев от Урфина, по возвращении в долину орлов он обнаружил, что вождь пал жертвой своей же гордыни, и другие орлы выбрали новым вождём Карфакса. Затем Энни и Тим вместо страны Жевунов случайно прибывают в страну лис, где Энни спасает короля Тонконюха Шестнадцатого, который попал в капкан. В благодарность он дарит девочке волшебный серебряный обруч с рубиновой звёздочкой, делающий невидимым своего владельца и всех рядом с ним. После у Жевунов Энни и Тим встречают Виллину, советующую им для победы над Урфином использовать волшебный ящик Страшилы. По дороге из жёлтого кирпича они идут к Изумрудному городу и посещают новое поселение Подземных рудокопов. Среди них ребята видят и бывших королей, ставших трудолюбивыми ремесленниками. Затем они принимают решение спрятать мулов в чаще и идти дальше пешком. С помощью волшебного обруча Энни и Тим обходят все патрули Марранов и добираются до Изумрудного города, где встречают ворону Кагги-Карр, и она посвящает их во все подробности. Тим с серебряным обручем на голове похищает из дворца волшебный ящик, и друзья видят, где именно держат в плену Страшилу и Дровосека. Освободив их, а также Фараманта и Дина Гиора, ребята уходят с ними в Фиолетовую страну. Там они встречают Лестара, взявшего на себя временную власть вместо Дровосека, и Смелого Льва. Фиолетовая страна готовится к возможному будущему сражению с основными силами Урфина.
А дела самого Урфина идут плохо. В Фиолетовой стране Мигуны сами смогли пленить оставленный для поддержания порядка отряд, после того как узнали главную слабость Марранов — полную беспомощность ночью во время крепкого сна (Урфин лечил Марранов от этого с помощью настойки из орехов дерева нух-нух, которая, правда, вызывала сильное привыкание и порой бессонницу). Марранам, посланным на захват Голубой страны, дали серьёзный отпор рудокопы. Среди остальных Марранов началось дезертирство. Чтобы предотвратить бунт собственных солдат и бросить их на подавление восстания в Фиолетовой стране, Урфин объявляет, что Мигуны жестоко убили всех пленников и, более того, собираются идти войной на долину Марранов, чтобы перебить оставшееся там население. Разгневанные Марраны отправляются под его предводительством к Мигунам. Однако игра в волейбол, которой Тим научил Мигунов, скучавших в ожидании решающего боя, позволяет избежать битвы — жаждущие мести Марраны видят среди игроков в том числе и «убитых» товарищей. До них доходит, что «Огненный бог» — обманщик, и Урфин, не выдержав, с позором убегает прочь. Он убегает один, и ни Топотун, ни Эот Линг не сопровождают его, а куда-то пропадают. Марраны не пускаются в погоню за Урфином, лишь кричат ему вслед обличающие слова. В нужный час Энни и Тим возвращаются на мулах домой.

## Персонажи
- Энни Смит
- Тим О'Келли
- Артошка
- Цезарь
- Ганнибал
- Страшила Трижды Премудрый
- Железный Дровосек
- Кагги-Карр
- Дин Гиор
- Фарамант
- Ружеро
- Ментахо
- Урфин Джюс
- Карфакс
- Эот Линг
- Топотун
- Гуамоколатокинт
- Кабр Гвин
- Энкин Флед
- Бойс
- Харт
- Клем
- Торм
- Юма
- Грем
- Лакс
- Венк
- Краг

## Сходства с книгами Фрэнка Баума
С каждой новой книгой количество заимствований из баумовских книг убывает. Однако некоторые заимствования всё же можно проследить в отдельных эпизодах. Например, королевство лис, которое посещают главные герои, есть в книге Баума «Путешествие в страну Оз», а волшебная картина, аналогичная ящику Стеллы, упоминается в нескольких книгах (правда, у Баума нет ограничений в радиусе действия, как и пароля, и, разумеется, Баум ещё не мог применить к своему волшебному артефакту слова «телевизор»).

## Экранизации и постановки
«Урфин Джюс возвращается» — полнометражный мультфильм (Россия, 2019).